# 亞拉岡的萊昂諾爾 (1402-1445)
亞拉岡的萊昂諾爾（西班牙語：Leonor de Aragón，1402年5月2日—1445年2月19日），葡萄牙王后，亞拉岡國王費爾南多一世的女兒。

## 家庭
1428年，萊昂諾爾和葡萄牙王儲、日後的杜阿爾特一世結婚，兩人共有3子4女：
1. 約翰（1429年—1433年），夭折
2. 菲莉琶（1430年—1439年），夭折
3. 阿方索（1432年—1481年），葡萄牙國王
4. 費爾南多（1433年—1470年），維塞烏公爵
5. 萊昂諾爾（1434年—1467年），神聖羅馬皇后
6. 卡塔里娜（英语：Catherine of Portugal (nun)）（1436年—1463年）
7. 喬安娜（英语：Joan of Portugal）（1439年—1475年），卡斯提爾王后